# Mount Koscielec
Mount Koscielec är ett berg i Antarktis. Det ligger i Västantarktis. Argentina, Chile och Storbritannien gör anspråk på området. Toppen på Mount Koscielec är 170 meter över havet.
Terrängen runt Mount Koscielec är platt. Havet är nära Mount Koscielec åt nordost. Trakten är glest befolkad. Närmaste befolkade plats är Marambio Station, 3,3 kilometer sydväst om Mount Koscielec.